# Gynoplistia fergusoniana
Gynoplistia fergusoniana är en tvåvingeart. Gynoplistia fergusoniana ingår i släktet Gynoplistia och familjen småharkrankar.

## Underarter
Arten delas in i följande underarter:
- G. f. fergusoniana
- G. f. longicornis